# Crisanto de Atenas
Arzobispo Crisanto de Atenas (Idioma griego: Αρχιεπίσκοπος Χρύσανθος ; 1881 - 28 de septiembre de 1949), nacido Charilaos Filippidis ( Χαρίλαος Φιλιππίδης ), fue el arzobispo de Atenas y de toda Grecia entre 1938 y 1941.

## Orígenes
Nació en 1881 en Gratini, Tracia, entonces parte del Imperio Otomano. En 1903 se convirtió en un diácono y comenzó su servicio en la Metropolis de Trebisonda (la actual Trebisonda) como profesor en la Escuela Secundaria de la ciudad, donde fue profesor de las clases de religión. Estudió teología en la Escuela de Halki luego transferidos a Lausana en Suiza y después a Leipzig en Alemania. En 1913 se convirtió en el Metropolitano de Trebisonda. Lideró una rebelión contra el Imperio Otomano en la región y, por tanto, fue condenado a muerte por las fuerzas turcas en 1920.
Se convirtió en arzobispo de Atenas en 1938 y ocupó el cargo hasta que renunció a raíz de la invasión alemana de Grecia, después de negarse a jurar en el gobierno colaboracionista  de Geórgios Çolakoğlu. Fue sucedido por Damaskinos. Murió el 28 de septiembre de 1949 en Atenas.